# Budki Petrykowskie
Budki Petrykowskie is een plaats in het Poolse district  Grójecki, woiwodschap Mazovië. De plaats maakt deel uit van de gemeente Pniewy en telt 80 inwoners.